# Nilceu dos Santos
Pour les articles homonymes, voir Dos Santos.
Nilceu Aparecido dos Santos est un coureur cycliste brésilien, né le 14 juillet 1977 à Cascavel.

## Palmarès
- 2001
  - Prova Ciclística 9 de Julho
- 2002
  - 2e et 5e étapes du Tour de Rio de Janeiro
  - 3e de la Copa América de Ciclismo
- 2004
  - Prova Ciclística 9 de Julho
  - 3e étape du Tour de Santa Catarina
- 2005
  - Copa América de Ciclismo
  - 1re étape du Tour de l'État de Sao Paulo
  - 2e du championnat du Brésil sur route
  - 3e de la Prova Ciclística 9 de Julho
- 2006
  - Copa América de Ciclismo
  - 2e étape du Tour de Porto Alegre
  - 9e étape du Tour de l'État de Sao Paulo
  - 1re, 8e, 9e et 10e étapes du Tour de Santa Catarina
- 2007
  -  Champion du Brésil sur route
  - Copa América de Ciclismo
  - Torneio de Verão :
    - Classement général
    - 2e, 3e et 4e étapes

  - Circuito Boa Vista
  - 5e étape du Tour de Rio de Janeiro
  - 1re étape du Tour de l'État de Sao Paulo
  - 1re étape du Tour de Santa Catarina (contre-la-montre par équipes)
- 2008
  - Copa América de Ciclismo
  - 1re et 3e étapes du Torneio de Verão
  - Circuito Boa Vista
  - 3e du Torneio de Verão
- 2009
  - Torneio de Verão :
    - Classement général
    - 1re étape

  - Circuito Boa Vista
- 2010
  - 4e étape du Tour de l'intérieur de São Paulo
  - 2e de la Prova Ciclística 9 de Julho
- 2011
  - 5e étape du Torneio de Verão
  - Copa Cidade Canção
  - 2e du Torneio de Verão
- 2012
  - 1re étape du Torneio de Verão
  - 2e du Torneio de Verão
  - 3e de la Copa América de Ciclismo
- 2013
  - 2e de la Copa América de Ciclismo
  - 3e de la Copa Cidade Canção
- 2014
  - 8e étape du Tour du Brésil-Tour de l'État de Sao Paulo

## Classements mondiaux
| Année                                 | 2005 | 2006 | 2007 | 2008 | 2009 | 2010 | 2011 | 2012 | 2013 | 2014 |
| ------------------------------------- | ---- | ---- | ---- | ---- | ---- | ---- | ---- | ---- | ---- | ---- |
| UCI America Tour                      | 5e   | 41e  | 5e   | nc   | nc   | 222e | nc   | 163e | 88e  | 285e |
|                                       |      |      |      |      |      |      |      |      |      |      |
| Légende : nc = non classéSource : UCI |      |      |      |      |      |      |      |      |      |      |